# 長岡弁

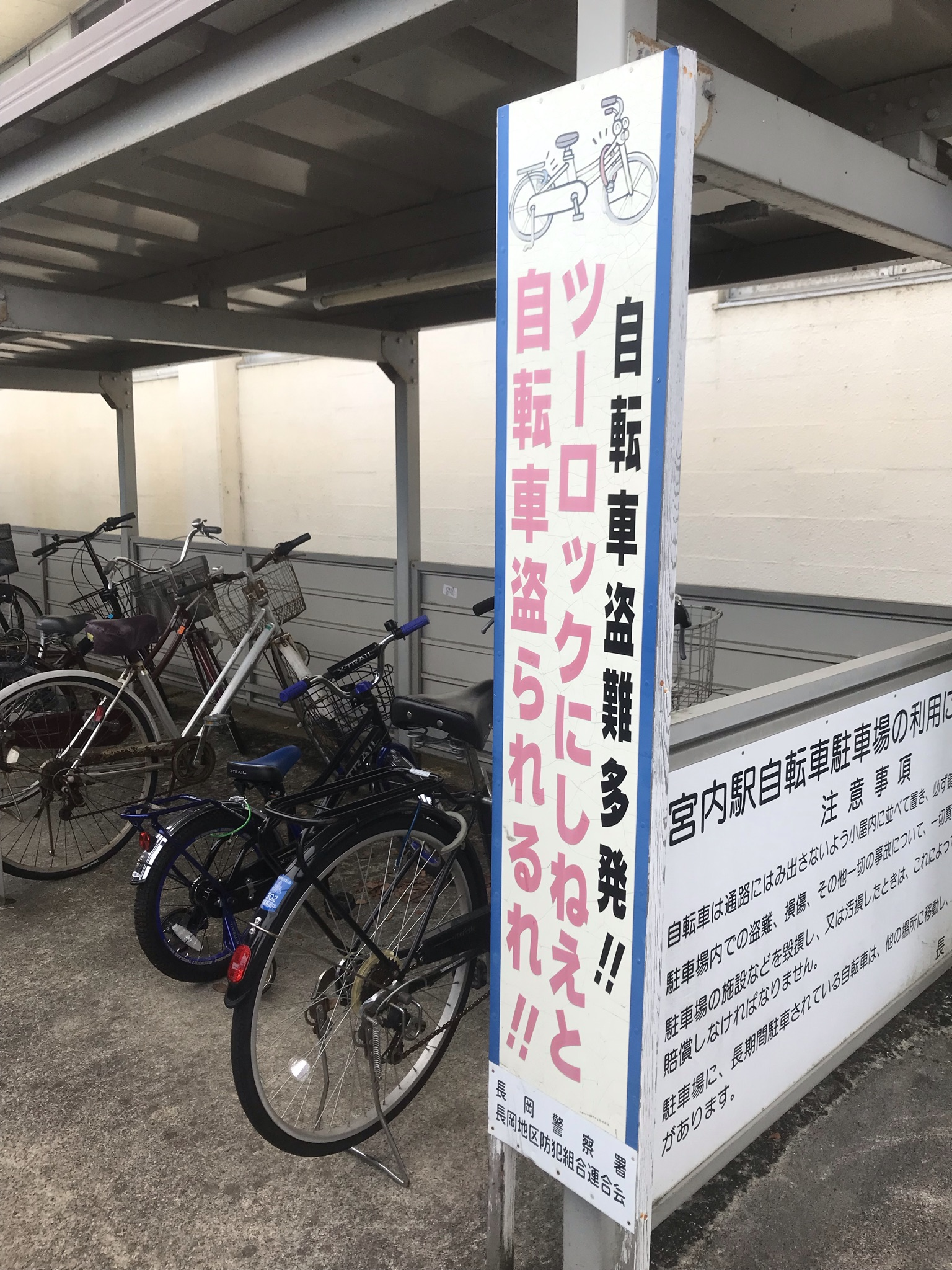
長岡弁を使った注意看板。宮内駅前にて2021年に撮影。

長岡弁（ながおかべん）は、新潟県の中越地方で話されている日本語の方言である。越後方言に含まれる。中越地方でも各地域や集落により異なる場合もある。

## アクセント
アクセント体系は外輪型東京式アクセントに分類される。共通語と異なる点は、2拍名詞第2類が平板型に発音される単語が多い(石、紙、川、橋、雪など)(共通語では尾高型となる)。また、一部の単語においてアクセントが異なるため、以下にその一例を挙げる（＼や／はピッチの変化を表す）。
- タ＼マゴ（卵）、ネ＼ズミ（鼠）、イ＼チゴ（苺）、ホ＼ウチョウ（包丁）
- ク＼ツ（靴)、ハ＼タ（旗）、ク＼マ（熊）
- ダ／レ（誰）、ナ／ニ（何）

ただし地区により異なる。

## 文法
が [終助詞] について
文尾（おもに用言の後）に付け、語調を整える。共通語の終助詞「（のだ）よ」「の」等に当たる。
「がー」「がぁ」と長音を付けて発音する場合もある。
上げ調子に発音すると疑問形となる。また下げ調子で理解・納得を示す場合もある。
通常の終助詞と異なり、さらに後に終助詞「か」を付けて疑問形を作る場合や、「や」「て」を付ける場合もある。
助動詞「だ」「です」「ます」、形容動詞の終止形に付ける場合は、その助動詞、あるいは「だ」を省く（例：ここは長岡んが。（「ん」は「なの」に当たるが、このような場合は「な」が省略され「の」が撥音化される。））。その他の助動詞にはそのまま付ける。
て [終助詞] について
上記「が」と同様に、文尾につけて用いる。「（だ）よ」等に当たる。「が」と異なり、助動詞「だ」「です」「ます」、形容動詞の終止形の後にそのまま付けることができる（例：ここは長岡だて。）。
や [終助詞]
上記「て」とほぼ同様、文尾につけて用いる。(例:何してんだいやー。)。
こて [終助詞]
上記「て」と全く同じ。文尾に「や」を付ける場合もある。(例:そうだこってー。)(おかしいこてやー。)。
「ら」について
断定の助動詞「だ」及び形容動詞の終止形「だ」の変形(例：「便利だ」→「便利ら」「嫌だ」→「嫌ら」「そうだろう？」→「そうらろ？」)。
「ろー」について
推量の助動詞「だろう」の短縮形(例:へぇ来るろー。)。

## 語彙
以下の語彙は長岡弁固有のものとは限らない。他の方言（新潟弁等）と重複、あるいは共通する語彙を含む場合もある。
あがる [ラ五動詞]
(学校から)下校する、の意。
あっちゃい、あっちぇー [形容詞]
熱い、暑い、の意。物理的な温度の高さを表し、性格や感情を表す場合には用いない。（対：しゃっこい）
あんにゃ、あねさ
兄、姉の意。
一緒くた
混ざっている、の意。
いっぺこと
沢山、の意。
(畑を)うつ [タ五動詞]
耕す、の意。
嘘んこ、嘘こ
真剣でない、本物でない、の意。
おじ、おば
弟、妹の意。いずれも"お"を高く発音する。
おっかかる [ラ五動詞]
寄りかかる、の意。
おった
落ちた、の意。
おっぱなす [サ五動詞]
放っておく、放置する、の意
おめさん
貴方、の意。
おめった
お前たち、の意。
が [終助詞]
上記文法の項を参照。
かしがる [ラ五動詞]
傾く、の意。
がす
ごみ、屑の意。専ら廃棄物のことのみを指し罵倒語としては用いられない。"す"を高く発音し「ガス(gas)」とは区別される。
かもす [サ五動詞]
かきまぜる、の意。
かんじん、くゎんじん
卑しい、卑しい人、の意。
きーもむ [マ五動詞]
心配する、の意。
げっぽ
ビリ、最下位、の意。
ぐゎちゃぐゎちゃ
びしゃびしゃの意。
けつまづく [カ五動詞]
勢いよくつまづく。「け」は蹴るの意。
けむ、けぶ
煙、の意。
豪儀(ごうぎ)
大変、すごい、（人が）堅牢な、気が強い、細かい事に気が付かず無神経な、の意。
こすい [形容詞]
ずるい、の意。
こて [終助詞]
上記文法の項を参照。
こって
すごく、の意。
しかも
「し／かも」と発音する。すごく、の意。標準語の「しかも」ではない。
しゃぐ/しゃぎつける/しゃつける [ガ五動詞/カ下一動詞]
なぐる、たたく、の意。活用はほとんどしない。
しゃっこい、はっこい、ひゃっこい [形容詞]
冷たい、の意。物理的な温度の低さを表し、性格を表す場合には用いない。（対：あっちゃい）
しゅ(ー) [動詞]
する、の意。
しょーしい
恥ずかしい、の意。
しょったれ
だらしがない、の意。
すけ、すけに [接続詞]
「～から」「～だから」の意。理由を表す。
ずる [ラ五動詞]
動く、の意。
「電車がずる」は、電車が（普通に）動く・進むことであり、脱線の意味はない。
せがきれる
息が切れる、の意。
せつない
悲しい,辛い,苦しい,参った,困ったなど不愉快系感情。「おやまぁせつねー」など。長岡弁より上越方言で使う。
せぼんこ
猫背
そ（ー）いが [慣用語]
上記「が」の用例で、特に使用頻度の多い語。「そうなのだ」、の意。
そろっと [副詞]
そろそろ、の意。
静かにゆっくり、慎重に、の意。「そろーっと」と長音を含む場合が多い。
そんげ/そっつぁ(ん)
そんな、の意。「が」あるいは「こと」と合わせて用いることも多い。後者の方がより強い語調であり乱暴に吐き捨てるようなニュアンスを持つ。
だまかす [サ五動詞]
騙す、の意。
たまげる [ラ五動詞]
驚く、の意。
ちっと、ちっとばか(し) [副詞]
少し、の意。
て [終助詞]
上記文法の項を参照。
とぶ [バ五動詞]
走る、の意。
(ん)な
お前、の意。
なじら [慣用語]
相手の調子やある物事に対する評価を求める。「～はどうですか」に当たる。語尾に「ね」を付ける場合が多い。
なんぎい [形容詞]
具合が悪い、の意。
ねーなる [ラ五動詞]
無くなる、の意。「亡くなる」は「のーなる」ないし「なくなる("な"を高く発音)」と言い分ける場合が多い。
のめしこき
面倒くさがり、の意。
馬鹿～、ばか～ [助詞]
強調表現。すごく、の意。これを米菓の商品名に使ったのが「ばかうけ」。
馬鹿はえー ＝ すごく速い。
冷やかす [サ五動詞]
食器(ご飯茶碗など)を水に浸す、の意。
ぶちゃる [ラ五動詞]
捨てる、の意。不要なものを破棄する、放置するという意で用い、「希望を捨てる」等思いをなくすといった意では用いない。
　が、「そんげん甘い考えはぶちゃれ」(そんな甘い考えはお捨てなさい)等、物として考える場合はこの限りではない。
古しい [形容詞]
古い、の意。
へぇ [副詞]
もう、の意。(例:へぇ帰る時間だすっけ。)。
(リンゴが)ぼける [ラ五動詞]
リンゴが古くなるって美味しくなくなる、の意。
ぼっこす [サ五動詞]
壊す、の意。
まぁんで [間投詞]
ああ、本当に、の意。
もぐす [サ五動詞]
沈める、の意。
燃す [サ五動詞]
燃やす、の意
も（ん）じゃくる [ラ五動詞]
くしゃくしゃに丸める、の意。
や [終助詞]
上記文法の項を参照。
やっこい [形容詞]
柔らかい、軟らかい、の意。物理的なやわらかさを表し、穏やかや融通が利くといった意味では用いない。
よした
子供に対して、「よくやった」と言う時に用いる。必ず「よしたよした」と2回言う。
よむ [マ五動詞]
熟れる、の意。
れ [終助詞]
強調を表す。「て」に類似するがこちらは相手に呼びかけるニュアンスが強い。「や」と合わせて「れや(ー)」と言う場合も多い。
わさ
悪さ、の意。
わった
我々、の意。